# Regional Transportation District

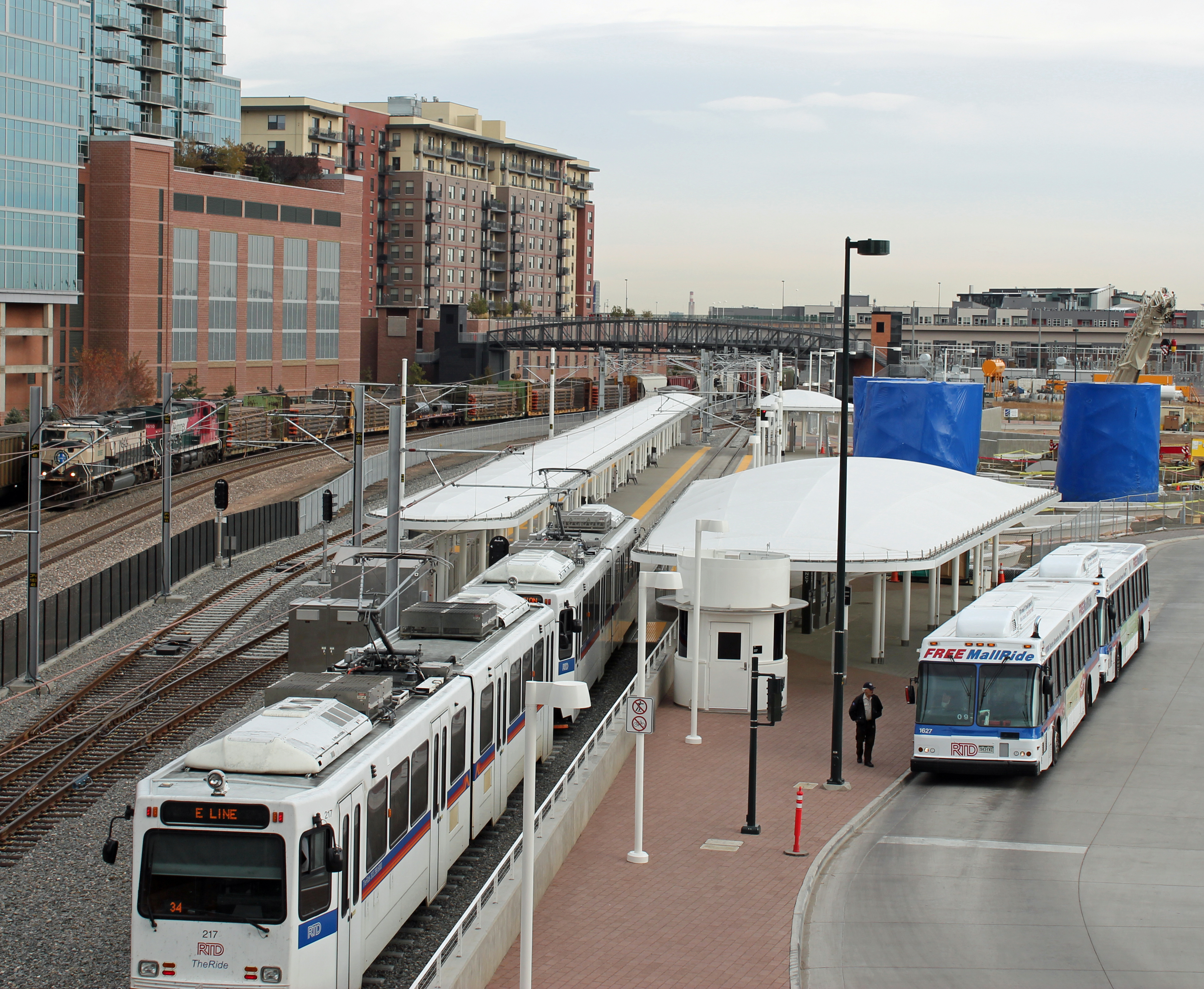
Denver Union Station met RTD-voertuigen

Het Regional Transportation District (RTD) is het agentschap dat verantwoordelijk is voor het openbaar vervoer in de agglomeratie van Denver, de hoofdstad van de Amerikaanse staat Colorado. Het agentschap werd in 1969 opgericht en wordt bestuurd door vijftien verkozen bestuursleden.
RTD exploiteert een netwerk van 127 buslijnen, 8 lightraillijnen en 4 voorstadspoorwegen, genaamd RTD Bus & Rail of TheRide. Daarmee bedient het agentschap een gebied van 6100 km². Dagelijks maken zo'n 270.000 mensen gebruik van de openbaarvervoersdiensten.
Sinds 2004 werkt RTD aan FasTracks, een ambitieuze uitbreiding die oorspronkelijk in 2017 opgeleverd zou worden, maar die door de economische crisis vertraging heeft opgelopen. In 2013 werd de eerste nieuwe lightraillijn opgeleverd en in 2016 werden de twee voorstadslijnen in gebruik genomen. Ook Denver Union Station werd ingrijpend vernieuwd. 